# هنري بريدغز
هنري بريدغز (بالإنجليزية: Henry Bridges)‏ هو موسيقي أمريكي، ولد في 1908 في أوكلاهوما سيتي في الولايات المتحدة، وتوفي في 27 يوليو 1986.

## روابط خارجية
- هنري بريدغز على موقع أول ميوزيك (الإنجليزية)